# Chrysoprasis sapphirina
Chrysoprasis sapphirina là một loài bọ cánh cứng trong họ Cerambycidae.